# Авраменко Георгій Титович
Гео́ргій Ти́тович Авра́менко (нар. 15 (28) березня 1905, Київ — 30 червня 1987, Київ) — український актор і режисер. Заслужений артист УРСР (1964).

## Біографічні дані
Не мав професійної освіти. Навчався в Торговому інституті.
Працював у Харківському новому театрі імені Лесі Українки (1924), пересувних театрах Києва, Вінниці, Жмеринки (1925–1929), у житомирському театрі «Червоний шлях» (1933–1938), першому Київському робітничо-колгоспному театрі (1939–1940), Кам'янець-Подільському (1945–1946), Тернопільському (1947–1975) українських музично-драматичних театрах.

## Творчість
Виконавець характерних і комічних ролей. Серед зіграних ролей:
- Хома Кичатий («Назар Стодоля» Тараса Шевченка),
- Шельменко («Шельменко-денщик» Григорія Квітки-Основ'яненка),
- Довгоносик («В степах України» Олександра Корнійчука),
- Фамусов («Лихо з розуму» Олександра Грибоєдова).

Режисер вистав:
- «Майська ніч» Михайла Старицького (1948),
- «Олеся» за Олександром Купріним (1954).

Поставив п'єси «Кайдани порвіте» М. Левченка (1964), «Мати-наймичка» Івана Тогобочного (1969) — в Тернопільському обласному українському музично-драматичному театрі імені Тараса Шевченка. В цих виставах грав ролі Кирила і Трохима.
В «Гайдамаках» за Шевченком (інсценізація Василя Харченка, 1936, Харків, пересувний театр «Червоний шлях») і «Марині» Миколи Зарудного (1964, Тернопіль) грав роль Лейби.
Виступав з читанням творів Тараса Шевченка.